# Caterina Valriu Llinàs
Caterina Valriu Llinàs, coneguda com a Catalina Contacontes (Inca, 24 d'agost de 1960) és escriptora i filòloga en llengua catalana. Es especialista en la literatura popular i la literatura infantil i juvenil.
És directora del Grup d'Estudis Etnopoètics i del Grup de Recerca en Etnopoètica de les Illes Balears. Forma part del Consell de Crítics de la revista Faristol, des de l'any 2000. Ha dirigit la col·lecció Tirurany de rondalles mallorquines. Des d'abril 2024 és membre de la Secció Històrico-Arqueològica de l'Institut d'Estudis Catalans.
El 1983 es llicencia en filologia a la Universitat de les Illes Balears (UIB) i el 1985 va publicar un trebal sobre l'antic Carnaval de Mallorca, a partir de la història oral. Per aquest treball va guanyar el premi extraordinari de llicenciatura. Es va publicar en dos volums: El Carnaval a Palma, com era abans (1989) i El Carnaval a Mallorca (1995). El 1992 s'hi doctora amb una tesi sobre la influència de les rondalles en la literatura infantil contemporània: Influències de les rondalles a la literatura infantil i juvenil catalana (1998). El 2022 va publicar una segona tesi doctoral sobre el corpus de rondalles d'Antoni M. Penya Lluís Salvador d’Àustria-Toscana.
Des de 1990 és professora titular de la UIB, on imparteix assignatures de literatura catalana. Des de 1987 conta rondalles a infants, joves i adults d'arreu dels Països Catalans, amb el nom d'artista de Catalina Contacontes. Ha publicat alguns contes per a infants de collita pròpia, entre d'altres: En Galceran i les marietes i Les banyes d'en Cucarell.

## Obres

### Investigació i divulgació
- El Carnaval a Palma, com era abans. Palma: Ajuntament, 1989
- El Carnaval a Mallorca. Palma: Olañeta, 1995

### Narrativa
- Alaní, alurt, alaquí!. Palma: Cort, 1995
- En Galceran i les marietes. Barcelona: Bambú, 2006
- Les banyes d'En Cucarell. Barcelona: Cruïlla, 2007
- Llegendes de Mallorca. Barcelona: Abadia de Montserrat, 2009
- Quatre retocs. Barcelona: Cruïlla, 2012
- Balears i Pitiüses, terres de llegenda, 2013
- L'amic de paper. Barcelona: Jollibre, 2016

### Estudis literaris
- Història de la literatura infantil i juvenil catalana. Barcelona: La Galera, 1998
- Influència de les rondalles en la literatura infantil i juvenil actual. Palma: Moll, 1998
- El rei Jaume I, un heroi històric, un heroi de llegenda. Palma: Olañeta, 2005 - 2008
- Paraula viva : Articles sobre literatura oral. Barcelona: Abadia de Montserrat, 2008
- Imaginari compartit : Estudis sobre literatura infantil i juvenil. Barcelona: Abadia de Montserrat, 2010
- Sant Vicenç Ferrer : història, llegenda i devoció. Pollença: El Gall, 2010
- La literatura per a infants i joves en català. Anàlisi, gèneres i història (amb Gemma Lluch i Crespo). Alzira: Bromera, 2013
- El Comte Mal: entre la història i la llegenda. Pollença: El Gall, 2014
- Personatges de llegenda a la tradició popular mallorquina. Palma: Lleonard Muntaner, Editor, 2014